# Asterropteryx atripes
Asterropteryx atripes är en fiskart som beskrevs av Koichi Shibukawa och Suzuki 2002. Asterropteryx atripes ingår i släktet Asterropteryx och familjen smörbultsfiskar. Inga underarter finns listade.